# Протести в Грузії (2019)
Протести у Грузії («Ніч Гаврилова») — масові протести проти експансії Росії в Грузію, які розпочалися у четвер вдень 20 червня 2019 року біля будівлі грузинського парламенту у Тбілісі, згодом протести почалися також в Кутаїсі та Батумі.

## Перебіг подій
Причиною став виступ 20 червня депутата Держдуми РФ на засіданні Міжпарламентської асамблеї православ'я. Президент асамблеї, російський комуніст Сергій Гаврилов вирішив вести засідання з крісла спікера грузинського парламенту. На цій же асамблеї був присутній проросійський депутат з України Вадим Новинський та єпископ Баришівський УПЦ МП Віктор Коцаба, якого представляли як представника Російської православної церкви.
Опозиція зірвала роботу асамблеї та змусила російську делегацію поспіхом покинути Тбілісі. Мітинг проходив під антиросійськими гаслами.
21 та 22 червня активісти повторно провели мітинг під будівлею парламенту, вимагаючи проведення дострокових виборів. Поліція почала використовувати сльозогінний газ, водомети та резинові кулі проти мітунгувальників. За 20-21 червня постраждали 240 осіб, з них 80 правоохоронців.
21 червня спікер парламенту та член керівної партії Грузії Іраклі Кобахідзе пішов у відставку.

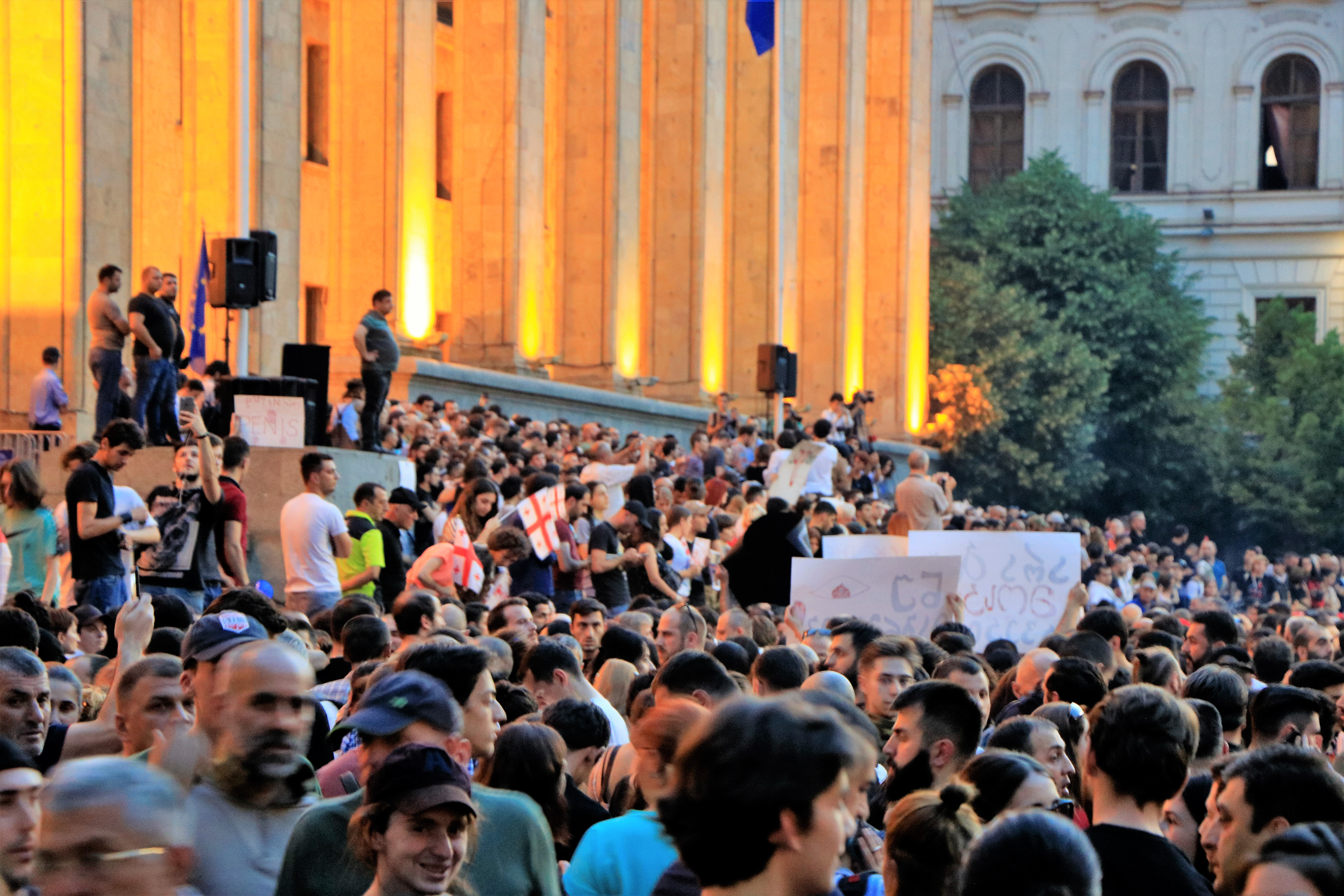
21 червня, Тбілісі.

21 червня лікар Георгій Кордзахія повідомив, що двом учасникам мітингу, що постраждали від дій поліції, довелося видалити очі. Того ж дня серед протестувальників з'явились плакати «Окупацію видно і одним оком», а частина учасників протестів пов'язала на одне око червону стрічку на знак солідарності із постраждалими. До вимог протестувальників додалась і відставка міністра МВС Грузії Георгія Гахарії. Він пообіцяв, що всі відповідатимуть перед законом. Було порушено кримінальну справу за статтею «Організація групового насильства» (225 ККГ). 240 людей постраждали від дій поліції, потрапили до лікарень Тбілісі.

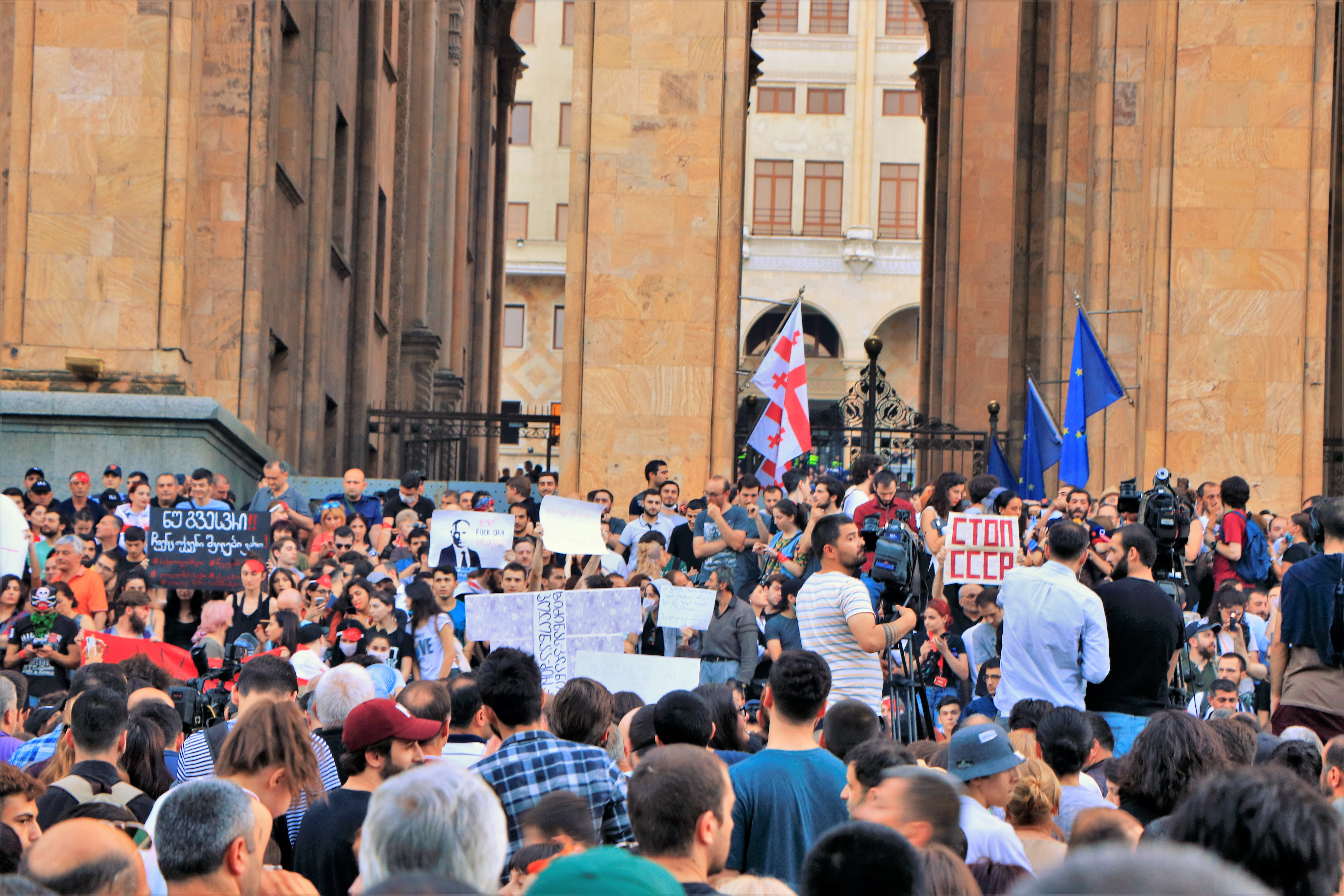
Протести в Тбілісі, 21 червня 2019-го

Того ж дня співробітники парламенту Грузії та журналісти покинули будівлю за вимогою МВС. У внутрішньому дворі парламенту мобілізована спецтехніка. Прем'єр-міністр Грузії Мамука Бахтадзе зустрівся з послами в Тбілісі, інформуючи їх про ситуацію. Серед послів були представники України, Франції, Німеччини, Нідерландів, Великої Британії та Туреччини.
У суботу, 22 червня не менше 52 людей постраждало під час розгону акції протесту, що проходила на проспекті Руставелі біля парламенту Грузії. Цього ж дня протестувальники пройшли маршем до офісу керівної партії «Грузинська мрія». Серед учасників звучали заклики почати голодування, якщо міністр МВС не покине свій пост до 19:00 23 червня. Протести почалися також в Батумі на південному заході Грузії.
23 червня протести поновились, активісти знову прийшли до будівлі парламенту. Син проросійського мільярдера Іванішвілі, реп-музикант Бера Іванішвілі, підтримав протести в Тбілісі.
24 червня керівник керівної партії Грузинська мрія грузинський проросійський олігарх Бідзіна Іванішвілі погодився на реформування виборчої системи Грузії та проведення парламентських виборів 2020 року із нульовим виборчим бар'єром. На зібранні партії був присутній також Іраклій Кобахідзе, що пішов у відставку після того, як грузинські поліціянти жорстоко розігнали акції протесту в центрі Тбілісі в ніч проти 20 червня. Правоохоронці застосовували проти демонстрантів сльозогінний газ та гумові кулі.
Після часткового виконання умов мітингувальників, акції протесту продовжуються. Мітингувальники скандують «Йди», вимагаючи відставки глави МВС Грузії Георгія Гахарії. Серед інших вимог мітингарів: звільнення всіх 305 затриманих учасників та проведення виборів. Більше ста з них були засуджені до адміністративного арешту. Також мітингувальники вимагають покарання поліціянтів, що виявили жорстокість на мітингах. Цього ж дня планується провести автозаїзд до будівлі МВС Грузії на околицях Тбілісі.
Також 24 червня до протестів Тбілісі приєднались жителі Кутаїсі, там пройшов перший антиокупаційний мітинг.
7 липня 2019 року в прямому ефірі Руставі-2 ведучий Георгій Габунія нецензурно відгукнувся про Путіна, чим спричинив міжнародний скандал.
28 липня колишнього міністра оборони Грузії Іраклія Окруашвілі заарештували за звинуваченнями щодо організації групового насильства. Окруашвілі підозрюють у змові для штурму парламенту Грузії в червні, коли він закликав демонстрантів захопити будівлю парламенту.
17 листопада демонстранти заблокували будівлю грузинського парламенту. Наступного дня поліція застосувала водомети та сльозогінний газ для розгону мітингувальників.

### 2020
21 червня 2020-го протестувальники повторно зібралися на акцію протесту з нагоди річниці «Ночі Гаврилова».

## Вимоги
21 червня лідери грузинських опозиційних партій озвучили на брифінгу три основні вимоги:
- відставка міністра внутрішніх справ Георгія Гахарії;
- звільнення усіх затриманих напередодні протестувальників (за даними МВС Грузії це близько 305 осіб, в лікарнях перебувають 23 протестувальники, серед них не менше трьох журналістів та двох поліціянтів[26]);
- переговори з урядом, призначення дострокових парламентських виборів.

## Наслідки
- Постраждали 240 осіб, на 22 червня в лікарнях знаходилось більше 100 осіб[27].
- Після виступу Георгія Габунія Росія припинила авіасполучення із Грузією з 8 липня 2019-го. Очікується, що це принесе збитків російським компаніям на 47 млн $[28].
- Засновник банку TBC грузинський бізнесмен Мамука Хазарадзе зголосився за власний рахунок оплатити 10 чартерних рейсів з Києва до Тбілісі, щоб українські туристи могли замінити російських[29].

## Міжнародна реакція
- МВС України заявило, що з розумінням і симпатією ставляться до позиції влади і громадянського суспільства Грузії щодо протидії окупації РФ.
- 20 червня, під час виступу російського парламентаря посол України в Грузії Ігор Долгов на знак протесту залишив залу в парламенті Грузії. Міністр МЗС Павло Клімкін сказав, що пишається таким вчинком. Міністр МЗС Польщі також висловив підтримку мітингувальникам.
- 20 червня до мітингувальників прибув посол Німеччини Губерт Кнірш. На площі перед парламентом він закликав дотримуватись миру і не використовувати насильство[30].
- Російська сторона заявила про своє «рішуче засудження» дій депутатів Грузинського парламенту[31].

## Галерея

Протести в Грузії
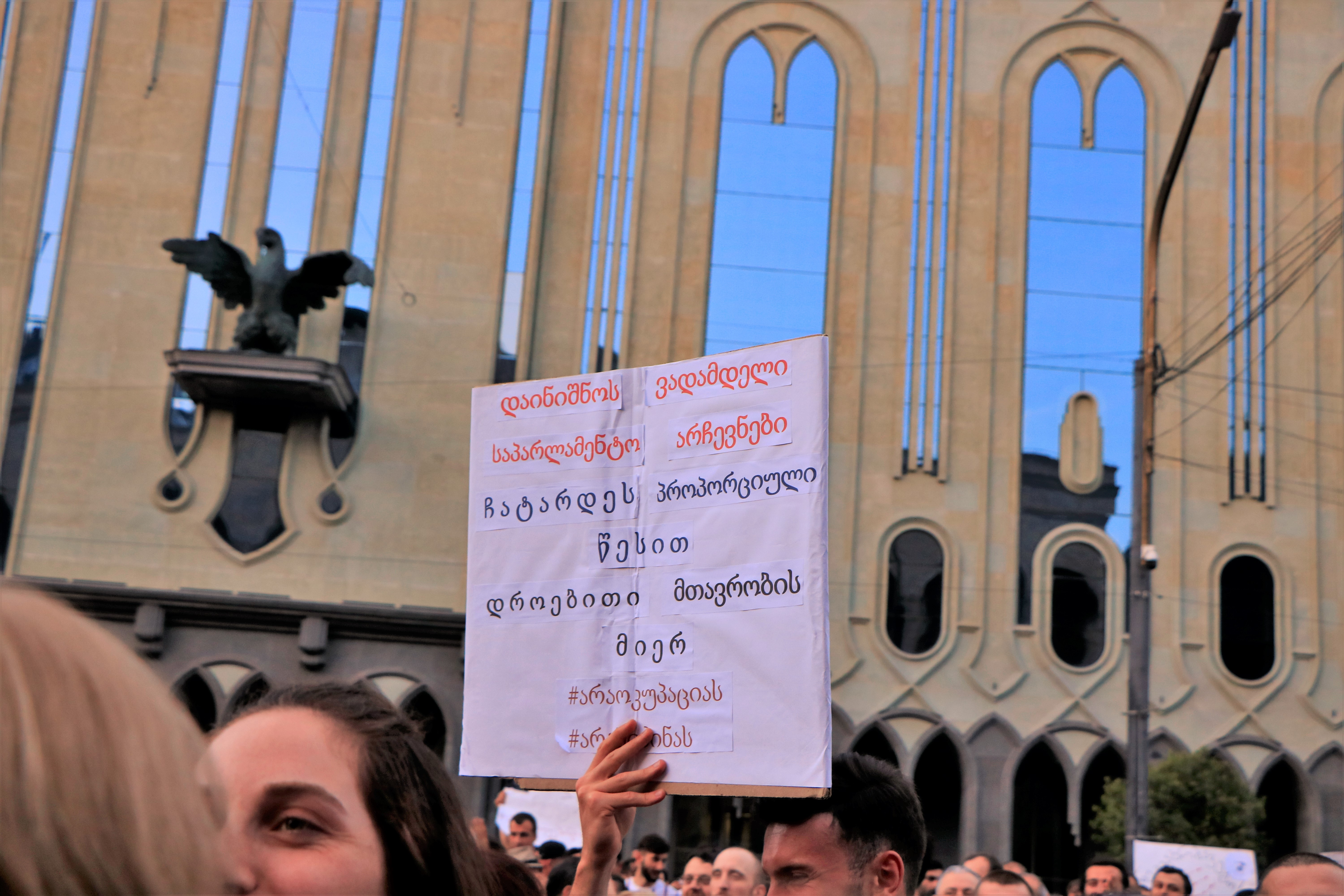
Один із плакатів
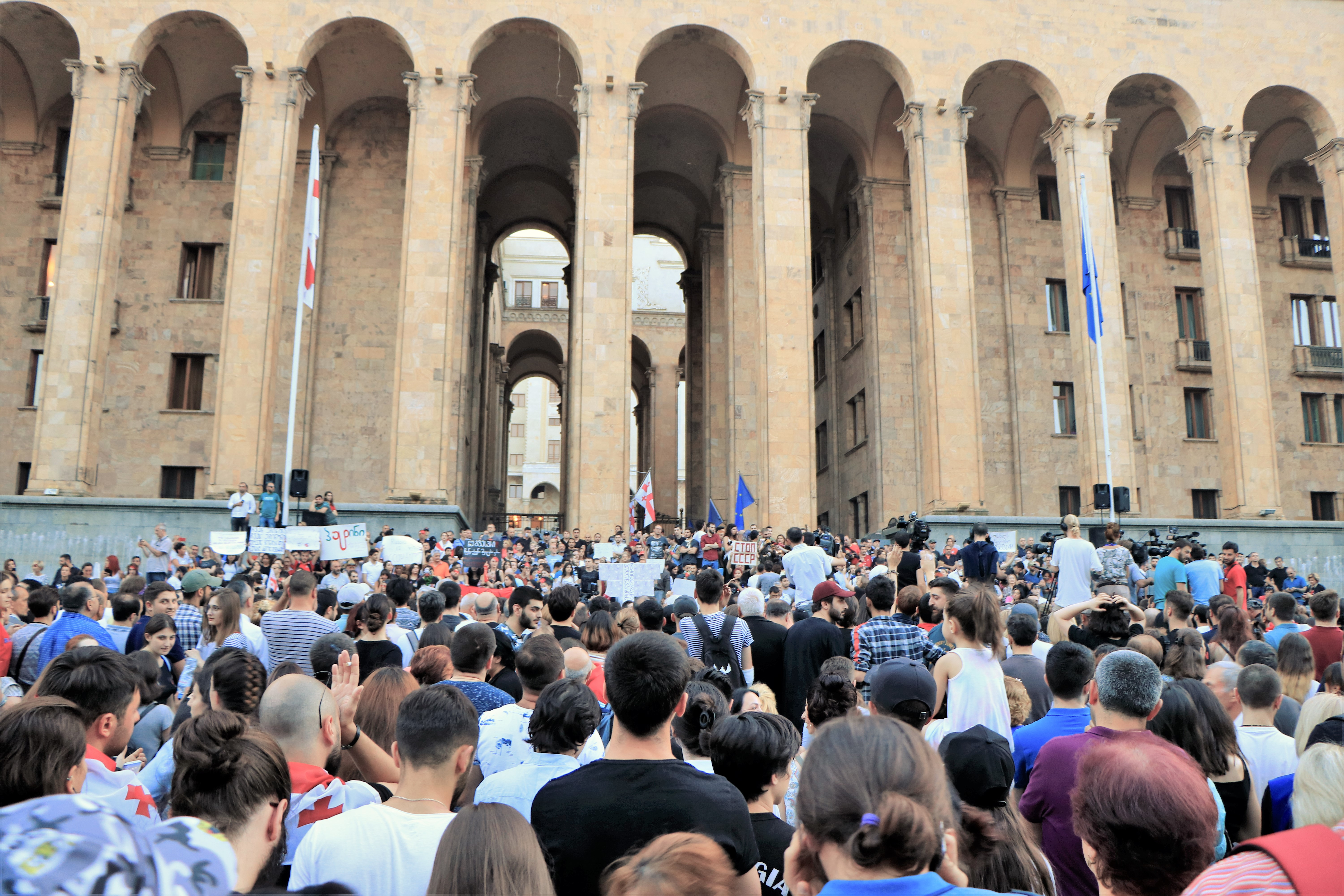
Протестувальники
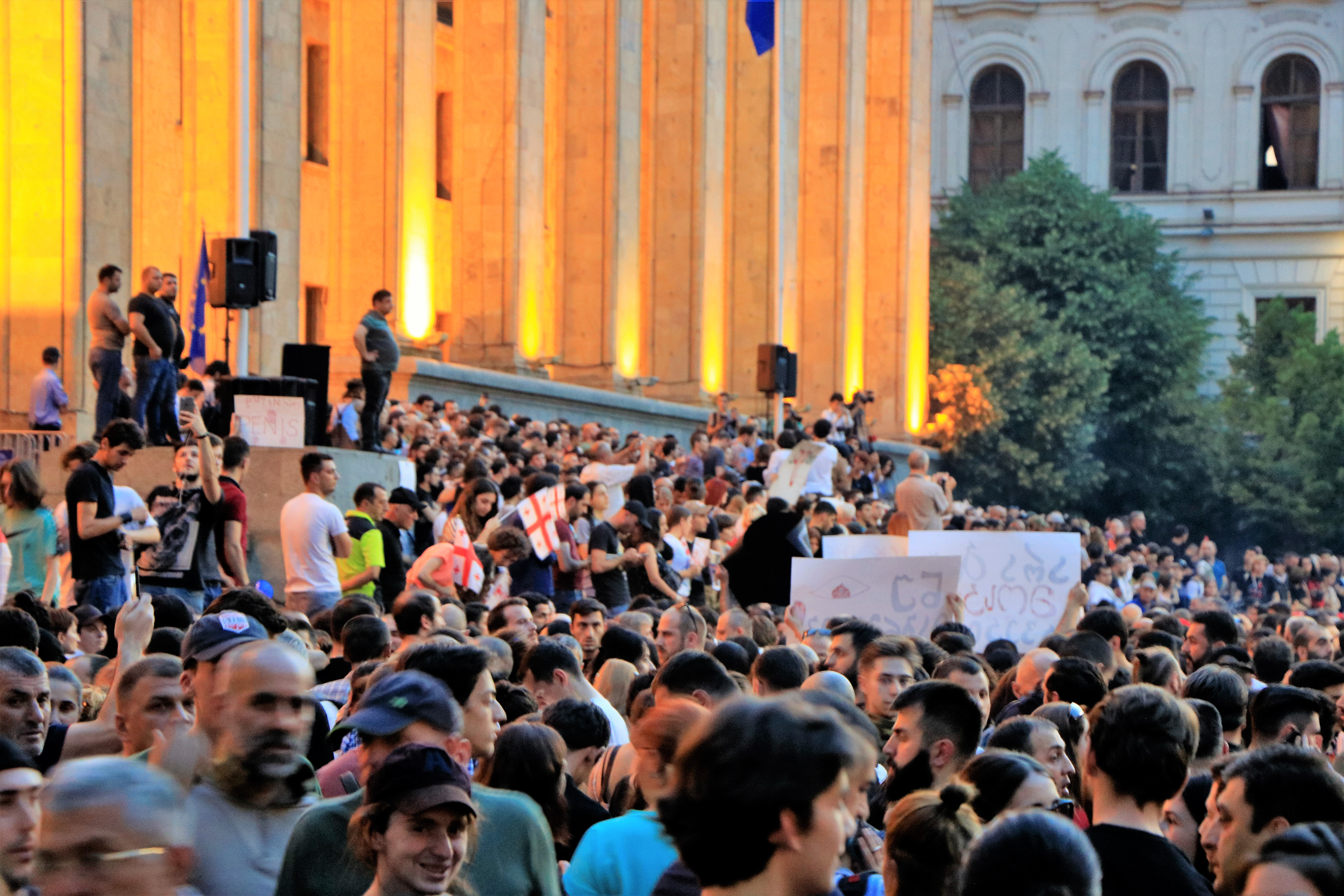
Протестувальники